# Léon Caurla
Léon Caurla   (Étain, 4 de setembre de 1926 - Étain, 2 de març de 2002), nascut Léa Caurla va ser un atleta francès especialista en curses de velocitat, que va competir durant la 1940.
En el seu palmarès destaca una medalla de plata en els relleus 4×100 metres i una medalla de bronze en la cursa dels 200 metres del Campionat d'Europa d'atletisme de 1946, a Oslo. Va ser campiona francesa en 100 metres el 1947, en 200 metres el 1946 i 1947, en 800 metres el 1945 i en pentatló el 1947. Va millorar en dues ocasions el rècord francès del 4x100 metres. Durant la dècada de 1950 es canvià de sexe i passà a ser conegut amb el nom de Léon. Una operació similar es va fer el seu company del relleu Claire Brésolles, que va agafar el nom de Pierre.

## Millors marques
- 100 metres. 12.1" (1948)
- 200 metres. 24.9" (1947)
- 800 metres. 2'21"5 (1945)[1][4]